# Texel
Texel (uitspraakⓘ; uitspraak in het Tessels en meestal ook in het Standaardnederlands: Tessel) is het grootste Nederlandse Waddeneiland. Het behoort tot de provincie Noord-Holland. De gemeente Texel beslaat het gehele eiland plus het onbewoonde eilandje Noorderhaaks.
Het eiland heeft een landoppervlak van ongeveer 170 km². De lengte van Texel is 20 km en de gemiddelde breedte 8 km. De oppervlakte van de gemeente is 585,96 km² waarvan het grootste gedeelte (416,14 km²) binnen- en buitenwater. Texel heeft 13.815 inwoners (22 november 2024, bron: CBS). Van de beroepsbevolking van ruim 3.500 mensen werkt ca. 17% in de landbouw.

## Etymologie en uitspraak
Hoogstwaarschijnlijk is de naam Texel afgeleid van het Germaanse woord tehswa, wat "rechts" of "zuidelijk" betekent. Wellicht dankt Texel dit aan diens positie als meest zuidelijke waddeneiland. Andere, minder waarschijnlijke, woorden waarvan de naam kan zijn afgeleid, zijn het Germaanse þehslô, het Oudnoordse þexla of het Vroegnieuwnederlandse 'dissel'. Dit laatste zou verwijzen naar een bijl of iets met de vorm van een bijl.
De naam wordt doorgaans uitgesproken als Tessel; de bewoners als Tesselaars. Hiernaast wordt de naam van het eiland echter (vaak door niet-bewoners) ook uitgesproken als Teksel. De uitspraken "Tessel" en "Teksel" worden dus naast elkaar gebruikt. De uitspraak Tessel komt door een klankwet, waarbij ooit het consonantcluster -ks-, dat nog steeds in de oorspronkelijk Friese spelling van Texel als "x" gebruikt wordt, in het Nederlands tot -s- gereduceerd werd. Deze klankwet is ook opgetreden in bijvoorbeeld de woorden vos (Fries: foks) en wissel (Fries: wiksel).
Texel is in de loop der eeuwen met verschillende namen aangeduid, onder andere met: in Tesla (772 of 776), in Thesla (772 of 776), Tysele (waarschijnlijk tweede helft negende eeuw), insulae Texlae (918-948), in Tlex (918-948), in Texle (918-948), Texla (985), van Tessele (1309), Texel (1573) en Tessel (1883).

## Geschiedenis

### Oudste geschiedenis

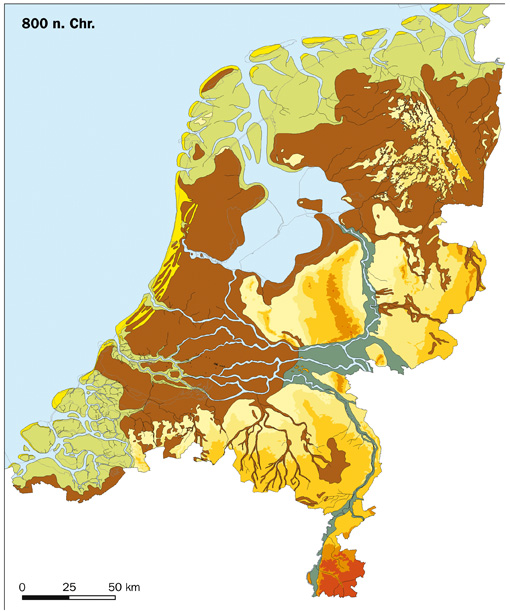
Nederland omstreeks 800 na Chr.: Texel is nog verbonden aan het vasteland

Uit het Mesolithicum (8000-4500 v.Chr.) zijn de eerste menselijke sporen gevonden. Bij opgravingen vond men vuurstenen werktuigen uit ca. 5000 v.Chr. Waarschijnlijk gaat het hier niet om permanente bewoning, maar om jagers die tijdelijk aanwezig waren. Uit het Neolithicum dateren ook enkele vondsten van fragmenten van steenhamers uit ca. 2000 v.Chr.
Tijdens de Bronstijd was er waarschijnlijk wel permanente bewoning. In Den Burg zijn resten gevonden van grafheuvels uit de midden-bronstijd, ca. 1000 v.Chr. Vondsten uit de ijzertijd zijn gedateerd van ca. 400 v.Chr. tot de tweede eeuw n.Chr., met een piek in de tweede eeuw n.Chr. Deze vroege bewoning eindigde ca. 250 n.Chr., waarschijnlijk door de zogeheten post-Romeinse transgressie, toen de zeespiegel steeg. In de zesde eeuw werd bewoning op de hoger gelegen gedeeltes weer mogelijk. Uit de Merovingisch-Frankische tijd, ca. 600-650 n.Chr., stamt een urnengrafveld dat gevonden is in de buurt van Den Burg.
De naam Texel is al terug te vinden in de historische gouw Texla, in de vroege middeleeuwen een gouw in Frisia ten westen van het Vlie. Het wordt al in de achtste eeuw genoemd als pagus Tyesle, Thesla (Zuidland). Waarschijnlijk werd het begrensd door het Vlie in het oosten en het Marsdiep in het zuidwesten. Het Vlie was in die tijd een bevaarbare geul die het Flevomeer met de Noordzee verbond, terwijl het Marsdiep niet meer dan een beekje was, dat uitmondde in zee via een opening in de duinenrij.
Holland werd vanaf de elfde eeuw ontgonnen door pioniers, die dijken opwierpen en sloten groeven, waardoor de wildernis drooggelegd kon worden. Om West-Friesland werd een ringdijk aangelegd, terwijl het noordelijkste gedeelte een waterrijk veengebied was met weiden, bossen en natte hooigrond, dat doorliep tot aan het Vlie.

### Eilandvorming
Texel werd een eiland door de Allerheiligenvloed van 1170. Als gevolg van de ontginningen en ontwateringen was het land in de loop der tijd ingeklonken en lager komen te liggen. Een tijdelijke opwarming van het klimaat zorgde voor grotere weersextremen en maakte het ingeklonken land kwetsbaar. Het Noord-Hollandse landschap werd ingrijpend gewijzigd door de catastrofale overstroming, waarbij duizenden mensen omkwamen. Tijdens deze vloed ontstonden ook de eilanden Wieringen en Vlieland, en werden het huidige Marsdiep als zeestroom, en de huidige Waddenzee en de voormalige Zuiderzee gevormd.

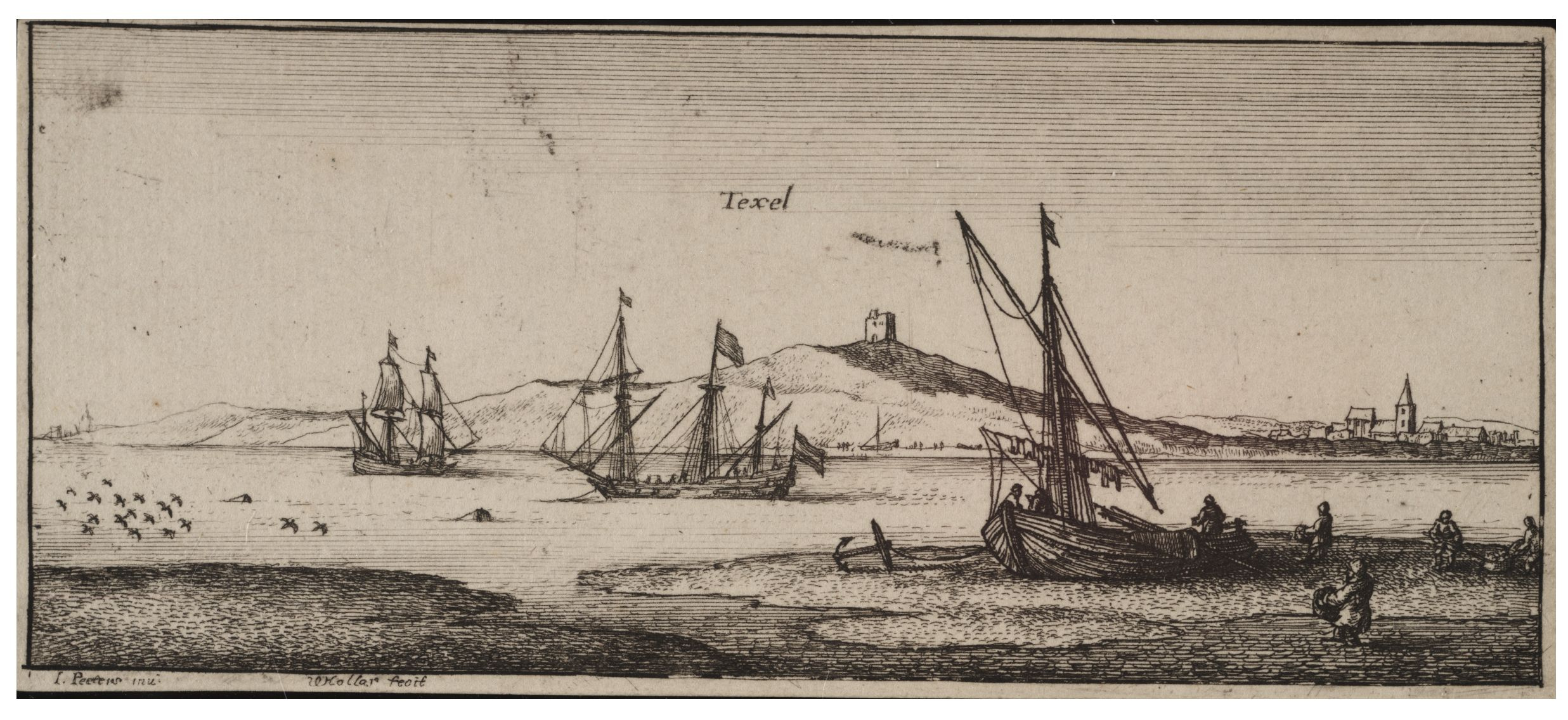
Het eiland Texel in de zeventiende eeuw, op een ets van Wenceslas Hollar

West-Friesland, inclusief Texel, werd in de dertiende eeuw onderworpen door graaf Floris V van Holland. De rechten en vrijheden van Texel werden vastgelegd in een manifest. In 1415 kreeg Texel stadsrechten van graaf Willem VI van Holland, Zeeland en Henegouwen, in het kader van een bestuurlijke hervorming, waarbij vrijwel het gehele West-Friese platteland, inclusief Texel en Wieringen, een of andere vorm van stadsrecht kreeg. Dit stadsrecht gaf het eiland een behoorlijk grote zelfstandigheid. Het eiland mocht zijn eigen schout en schepenen benoemen, zelf rechtspreken en belastingen innen en zelf tol heffen en markten houden.
Reeds in de dertiende eeuw was er sprake van een baai en mogelijk een ankerplaats voor schepen die op een gunstige wind wachtten. Die bevond zich echter aan het Marsdiep, ten zuiden van het huidige Den Hoorn. In de loop van de veertiende eeuw raakte die plek door verzanding steeds minder geschikt. De baai werd ingepolderd en staat thans als De Naal bekend. Iets zuidelijker was een nieuwe ankerplaats ontstaan, in een baai die Cule of Cuulen werd genoemd, maar in de loop van de vijftiende eeuw verzandde ook deze en werd hij ingedijkt. Hierna verschoof de ankerplaats naar de oostkant van het eiland, rond de vaargeul Texelstroom. Deze ankerplaats kreeg het belang dat ze eeuwen zou houden en werd de Rede van Texel genoemd.

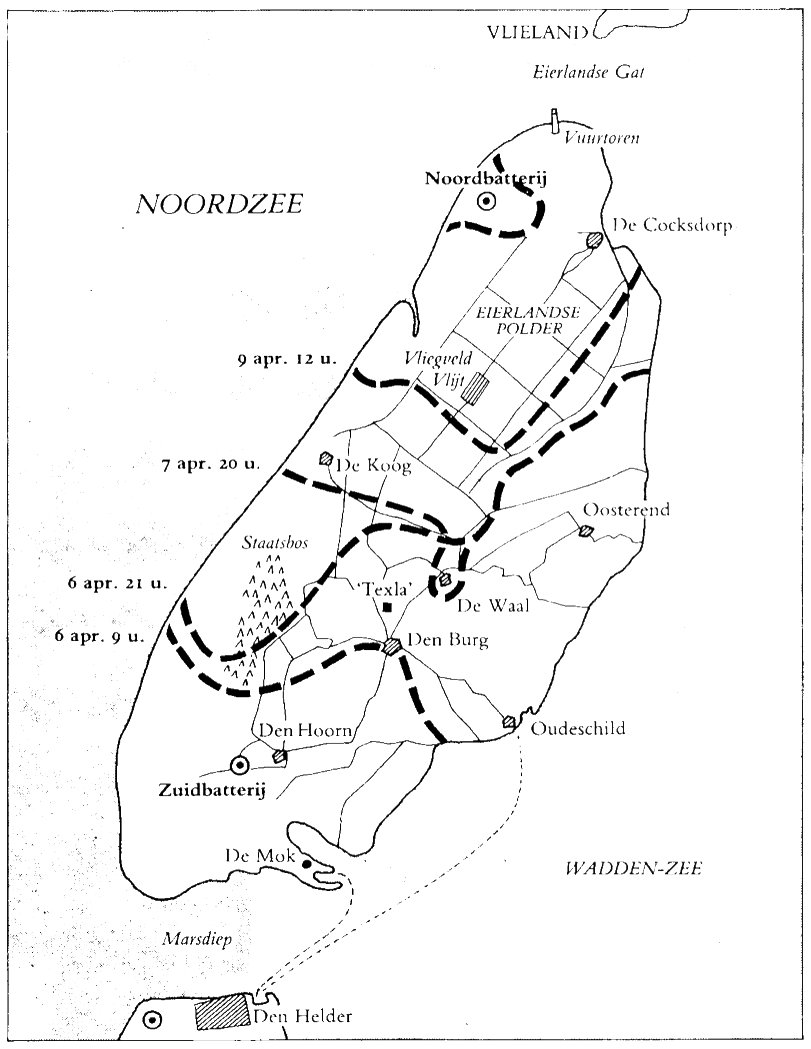
De strijd op Texel

Het noordelijker gelegen Eierland werd in de loop van een aantal eeuwen een deel van Texel. In 1630 werd de Zanddijk voltooid die beide Waddeneilanden met elkaar verbond. In 1835 richtte de uit Antwerpen afkomstige Nicolas Joseph De Cock samen met enkele andere heren een NV op die de kwelder tussen Eierland en Texel zou inpolderen voor agrarisch gebruik. In de nieuw aangelegde polder Eierland werd in 1836 ook een dorp gesticht dat aanvankelijk Nieuwdorp heette, maar dat later naar hem genoemd werd: De Cocksdorp.

### Moderne geschiedenis
Kort voor het eind van de Tweede Wereldoorlog, in februari 1945, werd op het eiland het 822e Georgische bataljon gelegerd. Dat bataljon, bestaande uit 400 Duitsers en 800 Georgische vrijwilligers (onder wie een groot aantal Sovjet-krijgsgevangenen), had de taak het op te nemen tegen de geallieerden.
In april 1945 vond een grootschalige muiterij plaats onder de Georgiërs. Deze opstand van de Georgiërs, ook wel bekend als de Russenoorlog, richtte zich tegen de Duitse bevelhebbers, die op dat moment aan de verliezende hand in de oorlog waren. De muiterij werd beantwoord met een Duits tegenoffensief, dat zou duren tot voorbij de Duitse overgave in Wageningen op 5 mei 1945. Pas op 20 mei arriveerden Canadese soldaten op Texel en werd 'Europa's laatste slagveld' bevrijd. Onder de Georgische opstandelingen, de Duitse militairen en de Texelse burgerbevolking vielen in totaal ten minste 1.000 doden.

## Geografie

### Topografie

Topografische gemeentekaart van Texel, per juni 2023

Het grootste dorp en tevens de hoofdplaats van de gemeente is Den Burg, midden op het eiland gelegen. In het zuiden van Texel liggen Den Hoorn en 't Horntje; het laatste bevindt zich aan het Marsdiep. Oudeschild en Oosterend bevinden zich aan de oostkant van het eiland. De Koog is gelegen naast de duinen in het westen, die de plaats scheiden van de Noordzee, en in het noorden van de gemeente ligt De Cocksdorp. Andere dorpen op Texel zijn Zuid-Eierland tussen Den Burg en De Cocksdorp en De Waal net ten oosten van Den Burg.
Verder zijn er nog de volgende buurtschappen:
| - Bargen - Burger Nieuwland - De Kuil - De Naal - De Nes - De Westen - Dijkmanshuizen - Driehuizen - Harkebuurt - Het Noorden - Midden-Eierland - Molenbuurt | - Nieuweschild - Noord Haffel - Noorderbuurt - Ongeren - Oost - Spang - Spijkdorp - Tienhoven - Westergeest - Westermient - Zevenhuizen - Zuid Haffel |

### Landschap

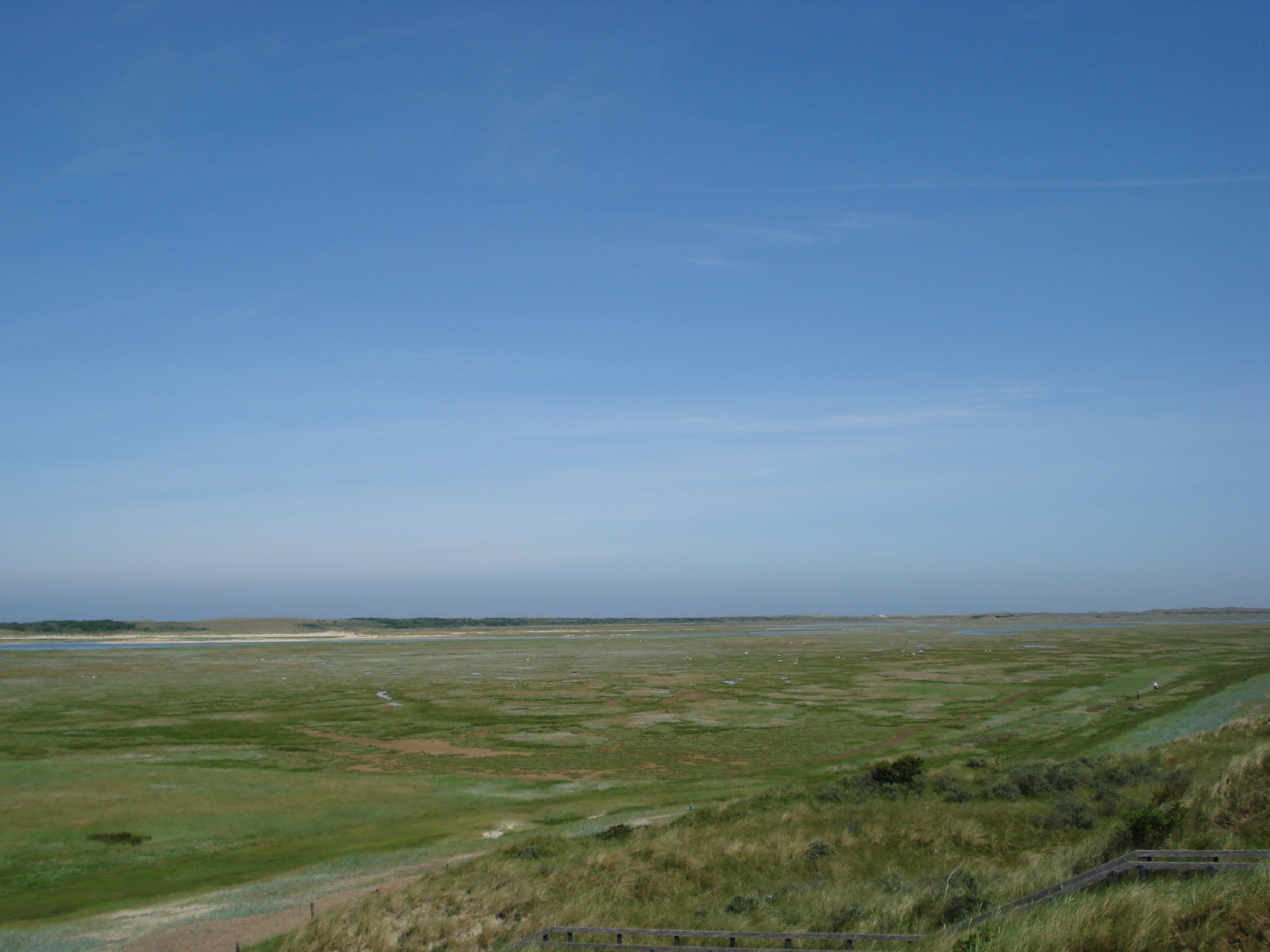
De Slufter

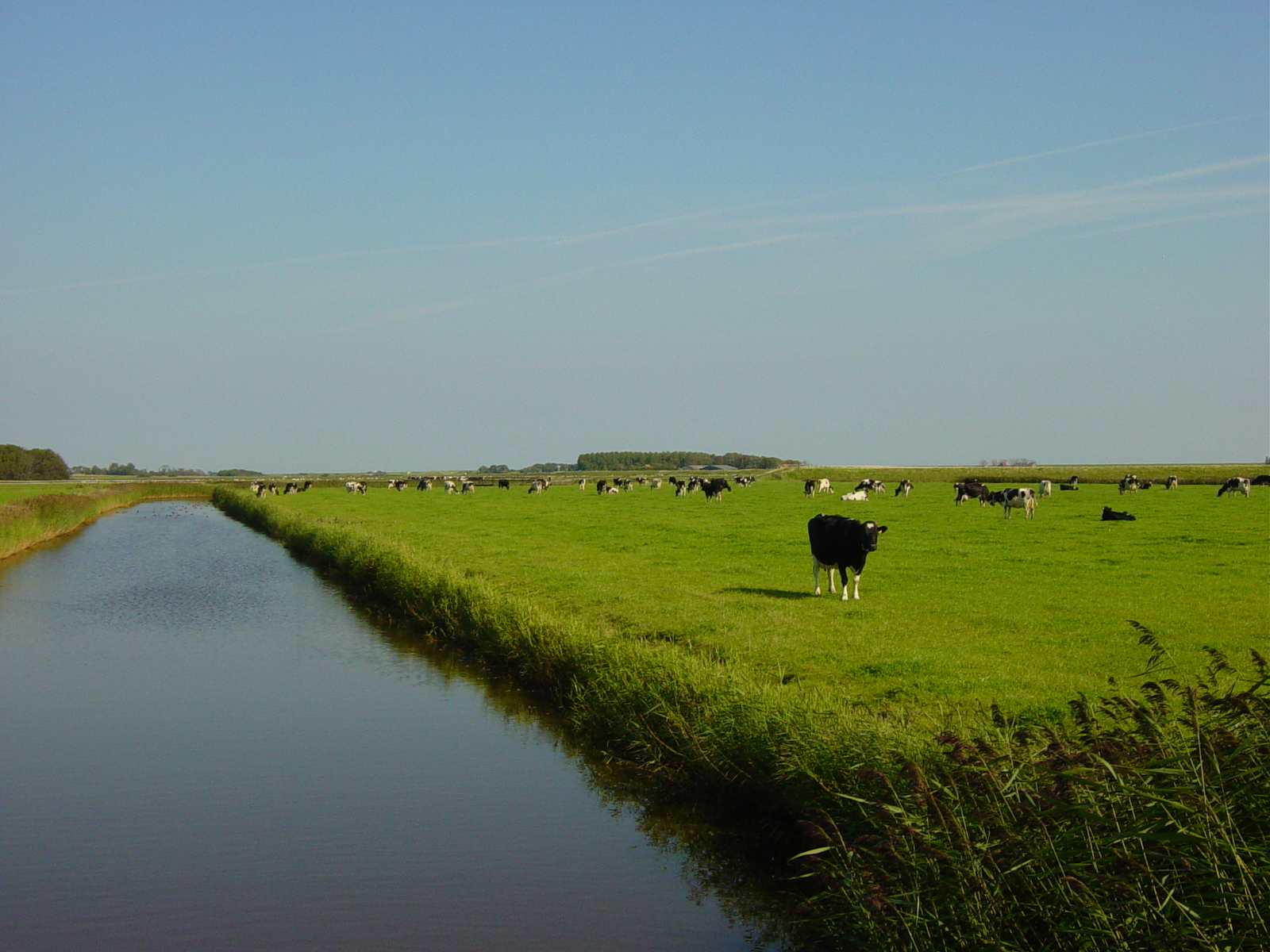
Polder op Texel

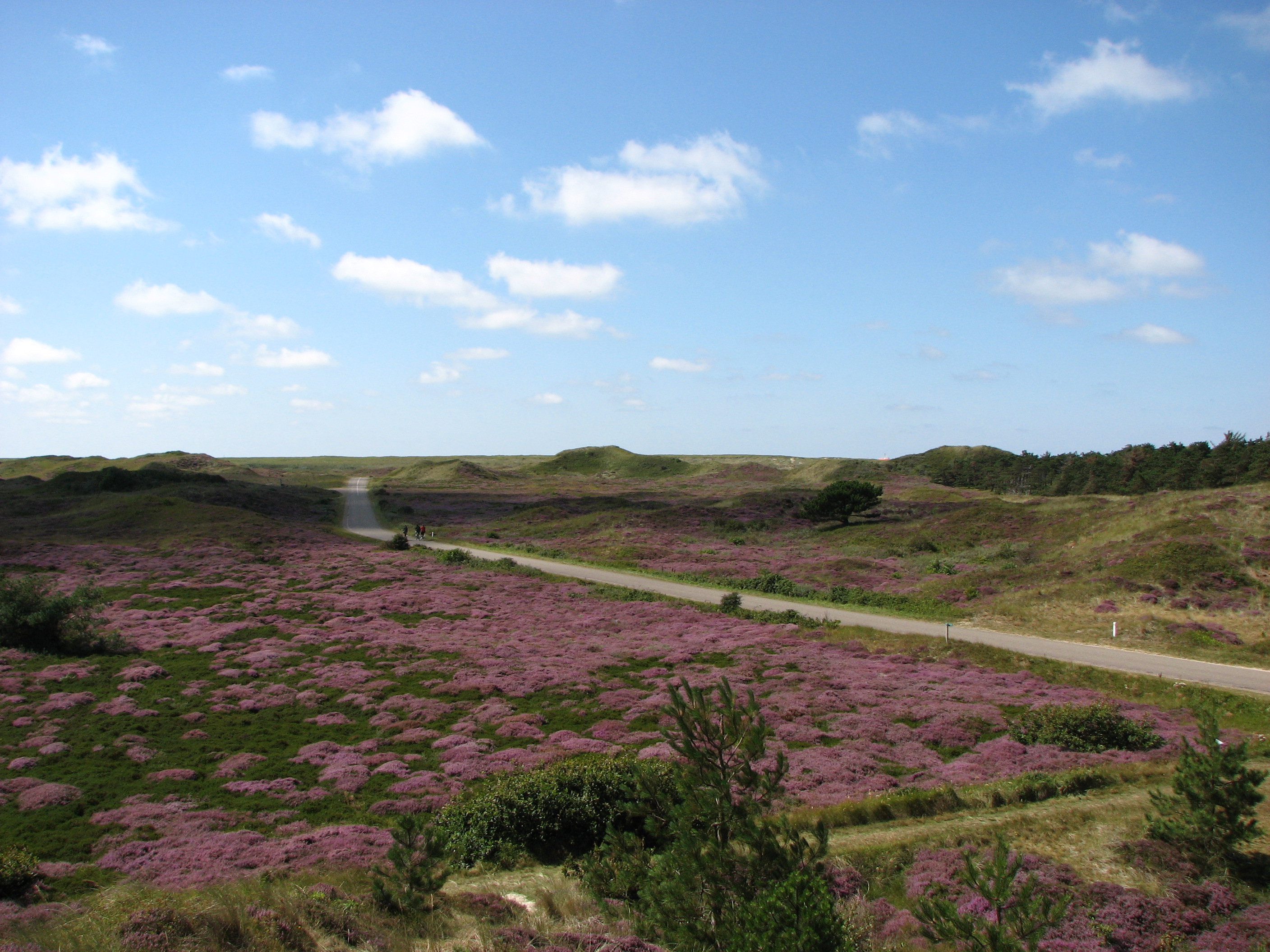
Duinen op Texel

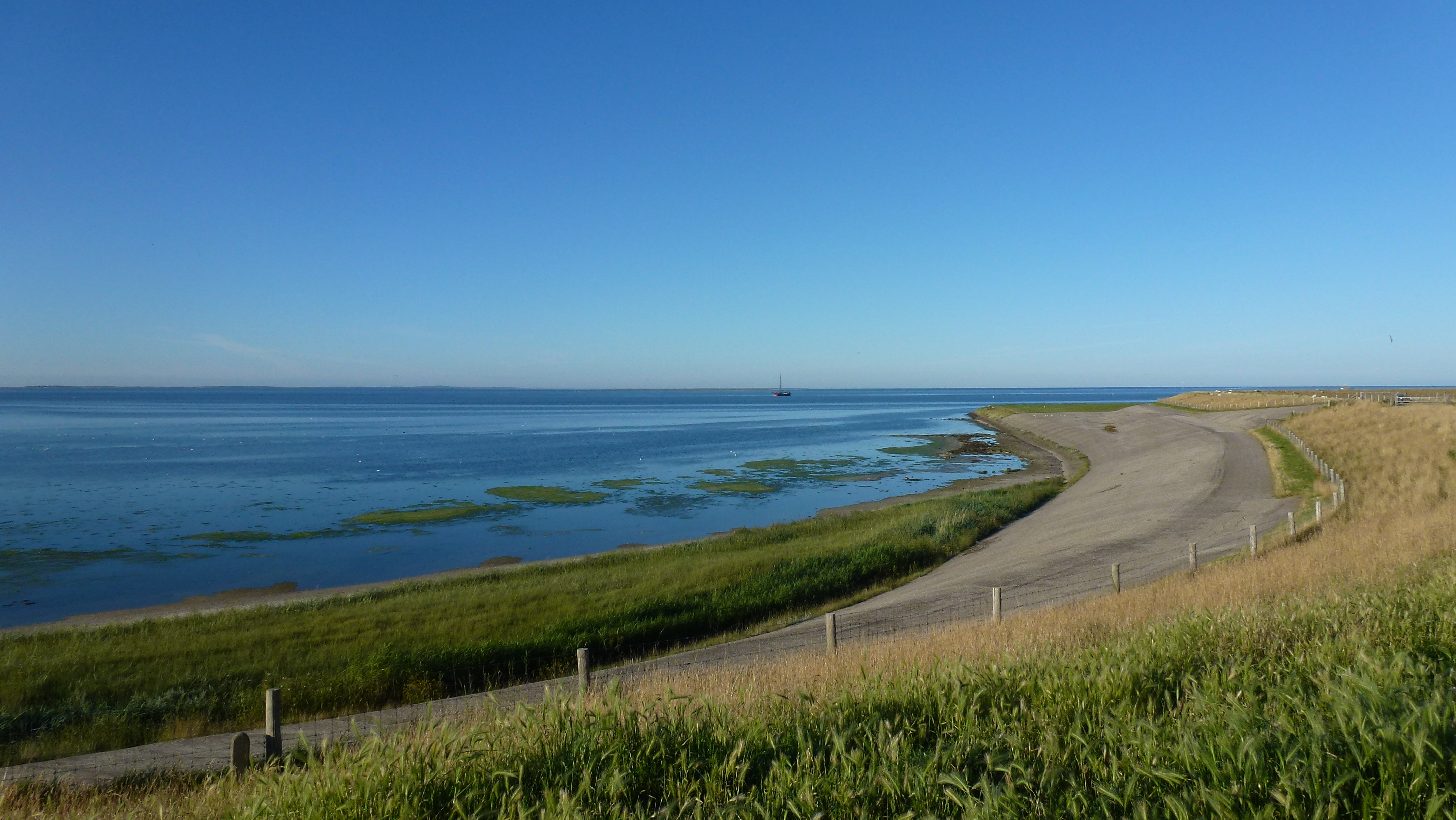
Lancasterdijk, Polder De Eendracht

Het landschap op Texel is rijk en divers. Texel heeft polders, brede zandstranden, duinen en graslanden en verder heide, bos en kwelders. Rond Den Hoorn in het zuiden bloeien in mei grote bollenvelden. Nationaal Park Duinen van Texel beheert de zuidpunt van Texel, het gebied De Duinen tussen Den Hoorn en De Koog, De Dennen, De Slufter en De Muy.
De harde kern van het eiland wordt gevormd door de Hoge Berg, die ligt tussen Oudeschild en Den Burg. Het is een lage stuwwal ontstaan in het Drenthestadium van het Saalien (de op een na laatste ijstijd). Het hoogste punt ligt op 15 meter boven NAP. Ondanks de bescheiden hoogte kan men van hier af het hele eiland overzien. Keileem komt hier dicht aan de oppervlakte. Dit vormt een harde, voor water ondoordringbare laag. Rond de percelen liggen zogenaamde tuunwallen. Dat zijn walletjes die uit plaggen zijn opgebouwd. Deze tuunwallen vormen samen met de glooiingen van het gebied een door velen gewaardeerd landschap. Het gebied is dan ook een landschapsreservaat. Op een helling van de Hoge Berg liggen ook het Doolhof, een bosje uit 1764, en de Zandkuil, Nederlands eerste insectenreservaat.
Een bijzonder fenomeen is De Slufter, een gebied binnen de brede duinketen aan de noordwestkant van het eiland, vol kreken en geulen, dat in open verbinding staat met de Noordzee. Het is ontstaan na de aanleg van de 'Zanddijk' tussen het Oude Texel en Eyerland in 1629 en verschillende mislukte pogingen westelijk hiervan de duinenrij te sluiten. Bij vloed loopt een deel van De Slufter onder water en bij eb loopt het water door de geulen weer terug naar zee. Daardoor is slibvorming en verzilting ontstaan en moest de vegetatie zich aanpassen. Oostelijk van De Slufter ligt de Eijerlandse polder. Ertussen ligt de Zanddijk.
Het buitendijkse natuurgebied De Schorren ligt bij het wantij.
Eierland was ooit een eilandje ten noorden van Texel. Het werd toen Yerland genoemd. Door menselijk ingrijpen, het plaatsen van zandvasthoudende beplanting (onder andere helmgras) en beschutting werden strand en duinen aan de noordwestkant van Texel verbreed. Men begon daarmee in 1629. Ten slotte kon een zanddijk worden aangelegd, die de twee eilanden met elkaar zou verbinden. In 1846 werd de polder De Eendracht drooggelegd, in 1847-1848 de Prins Hendrikpolder en in 1876 de polder Het Noorden.
Voortdurend moet strijd worden geleverd tegen de kracht van zee en wind. Tijdens de Watersnoodramp brak de Eendrachtsdijk in de ochtend van 1 februari 1953 door Bij zware storm kunnen tientallen of zelfs honderden meters duin worden weggeslagen. In 1864 was in het noorden bij De Cocksdorp de vuurtoren Eierland geplaatst, op ongeveer 3 km van de zee. Nu staat de zee vlak onder de toren, die door een asfalthelling en verschillende aangelegde zeeweringen wordt beschermd. Het strand is zich nu langzamerhand weer aan het verbreden. Ook in het zuidwesten slibt voortdurend materiaal aan. Aan de oostkant van Texel loopt een dijk (Lancasterdijk) die het eiland beschermt tegen de Waddenzee. Hier is het monument De Schicht geplaatst dat herinnert aan de verhoging van de dijken tot deltahoogte.
Het hele duingebied van Texel, van de Hors tot aan de vuurtoren, vormt het Nationaal Park Duinen van Texel. In 2008 besloot de provincie Noord-Holland het duingebied van Texel aan te wijzen als aardkundig monument. De status geldt voor de duinen tussen de vuurtoren bij De Cocksdorp en de zuidpunt van Texel. De 'onthulling' van het monument vond plaats op 8 oktober 2008 op de Bertusnol, een van de hoogste duinpunten van het eiland. De provincie Noord-Holland kent 17 Aardkundige Monumenten, gebieden met 'unieke aardkundige waarden' die planologische bescherming genieten.
De hoogste duintop op Texel is de Seetingsnol van 24,8 meter ten zuiden van De Koog. Een andere bekende duintop is het Loodsmansduin van 24,3 meter bij Den Hoorn.

### Flora en fauna
Texel is een geliefd oord voor vogelliefhebbers. Op sommige dagen kan een ervaren vogelaar wel honderd verschillende soorten waarnemen. Er broeden in het voorjaar vooral in de duingebieden ongeveer 80 verschillende vogelsoorten, maar in totaal zijn meer dan 350 soorten op Texel waargenomen. De Muy, een duingebied tussen De Koog en De Slufter is een beschermd gebied; het is de broedplaats van de oudste lepelaarkolonie van Nederland. Andere opvallende vogelsoorten op Texel zijn de dwergstern en de velduil. De zilvermeeuw komt er in grote aantallen voor.
De vegetatie is rijk en gevarieerd. De fauna minder, vanwege de geïsoleerde ligging van het eiland. Toch leven er nog hermelijnen, bruine ratten, vijf muizensoorten, konijnen, hazen, kleine amfibieën als kikkers (bruine kikker en heikikker), rugstreeppadden en watersalamanders. Er zijn ook diverse vlindersoorten op Texel te vinden, waaronder de atalanta, distelvlinder, Sint-jacobsvlinder, duinparelmoervlinder en sinds 1995 het groentje. Er zijn daarnaast ook duizenden insectensoorten op het eiland waargenomen.
Er zijn vier soorten naar het eiland vernoemd: de Texelse citroenkorst, het Texels mos, de paardenbloem Taraxacum texelense en de Texelse zandbij.

## Cultuur

### Folklore
Texel heeft diverse folkloristische gebruiken. Op 12 december wordt Ouwe Sunderklaas gevierd. Dit is een restant van het Sinterklaasfeest zoals dat werd gevierd voordat het in de negentiende eeuw werd verburgerlijkt. In alle dorpen wordt er gespeuld. Speulen wil zeggen dat een bepaald plaatselijk nieuwsfeit van het afgelopen jaar wordt nagespeeld en in een bepaald daglicht gesteld. Dat speulen gebeurt gemaskerd, zodat de speulers niet te herkennen zijn. De hele nacht wordt er verder gefeest, waarbij er veel drank vloeit. Voorheen werd er ook een dergelijk feest gevierd op 5 december, ofwel Nieuwe Sunderklaas; dit is thans zo goed als verdwenen ten gunste van de pakjesavond van het vasteland. Verwante feesten vindt men nog wel op de andere Waddeneilanden.
Op de zaterdag vóór Pinksteren wordt op Texel net als elders in Noord-Holland Luilak gevierd. Bij dit feest is het de bedoeling dat de jongeren de ouden wekken. Vanaf ongeveer vier uur 's morgens trekt de jeugd de straten op en begint daar kabaal te maken. Belletjelellen, met zeep de ramen bekladden en door de brievenbus schreeuwen zijn manieren om de ouden uit bed te krijgen. Hoewel het feest door vandalisme een slechte naam heeft gekregen, is het in oorsprong een vredelievend, Germaans feest dat tot doel had het begin van de lente te vieren. Volgens sommigen heeft het kabaal maken ooit de bedoeling gehad boze geesten te verdrijven, maar zeker is dit niet. Het is waarschijnlijker dat het kabaal altijd al gediend heeft als wekmiddel: de jongeren wekken de ouden om hen de ontluikende natuur, de schoonheid van de lente, te tonen.

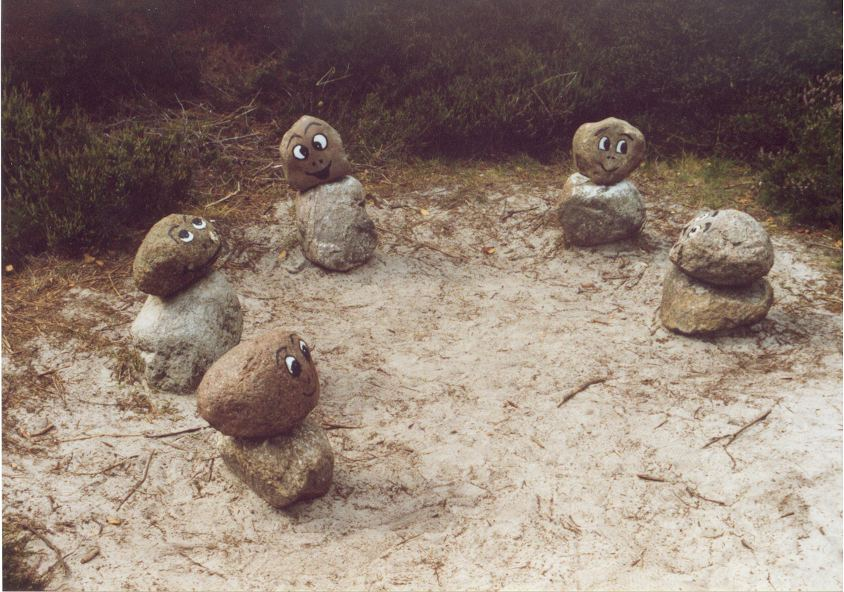
Sommeltjes langs het Sommeltjespad op Texel

Op 30 april wordt de meierblis aangestoken. Dat zijn grote vuren van afval- en snoeihout. Deze vuren worden aan het begin van de avond aangestoken. Sommigen poffen in dit vuur hun aardappels. Ook raakt het gebruik meer in zwang om de gezichten zwart te maken met het as. Volgens folkloristische deskundigen is de meierblis een restant van een Germaans gebruik om met vuren de geesten van de winter te verdrijven. In 2003 waren er ongeveer 110 meierblissen op Texel.
Op 11 november wordt Sint-Maarten gevierd. Hierbij gaan kinderen met een lampion in de hand langs de huizen. Er wordt aangebeld en een lied gezongen, waarbij de bewoner de kinderen beloont met snoep, fruit of kleingeld.
Verder zijn er ook de vertellingen van de Sommeltjes die bij De Waal zouden wonen, in de Sommeltjesberg. Deze vriendelijke lieden zouden 's nachts het zilverwerk van de Texelaars komen oppoetsen en bij opkomst van de zon terugkeren in steen. Het geloof in Sommeltjes kwam ook voor op Wieringen. Daar heten de aardmannetjes echter Sammelkes.
Naast Sommeltjes waren ook andere bovennatuurlijke wezens aanwezig op het eiland, althans volgens de verhalen. Kinderen werden vaak bang gemaakt met verhalen over de tientóóners. Deze tientóóners bleken achteraf helemaal niet zo griezelig te zijn: het ging hier om gewone mensen, tienteners. Wel echt eng was Heintjevaar, een wezen dat zich in sloten en poelen ophield en kinderen die te dicht aan het water kwamen bij de enkels greep en onder water trok. Deze Heintjevaar was een typische boeman en verhalen over hem zijn, in verschillende vormen, algemeen en dus niet specifiek Tessels.

### Dialect
Een deel van de Texelaars spreekt een eigen dialect. Dit dialect, het Tessels, wordt vooral in de 'buitendorpen' gesproken en nauwelijks nog in Den Burg en De Koog. Het Tessels lijkt sterk op het Wierings, het dialect van het voormalige eiland Wieringen, en beide zijn deze dialecten varianten van het West-Fries (zie ook Eiland-West-Fries). Zelfs met Zeeuws en West-Vlaams zijn er opvallende gelijkenissen op te merken. Het Tessels is dan ook een typisch kustdialect, dat als Ingvaeoons beschouwd kan worden.
Het dialect is conservatief: de Nederlandse ij en ui klinken nog als ie en uu, zoals dat in het Middelnederlands het geval was. Zo wonen (weune) Tesselaars in een huus en wordt dat huus tegen de zee beschermd door een diek. Andere kenmerken van het Tessels zijn weglating van ge- bij voltooide deelwoorden (dat hei'k deen - dat heb ik gedaan) en het uitspreken van sk- op plekken waar het Nederlands sch heeft staan (skéép = schaap).
Verder bijzonder is dat het Tessels twee ee-klanken onderscheidt, een gespannen ee (als in AN beer) en een ongespannen ee (als in AN beek etc.). Het onderscheid tussen deze klanken is historisch. Ook bij de oo bestaat zo'n onderscheid, maar dit onderscheid is historisch niet meer zuiver: in het Tessels heeft de gespannen oo de overhand gekregen op de ongespannen oo.
De grammatica van het Tessels heeft veel gemeen met die van het Fries. Volgens sommigen zou het Tessels dan ook van Oudfries zijn afgeleid. Vaak wordt het dialect als een overgangsdialect tussen Fries en Hollands beschouwd. Typisch Fries zijn constructies van het type hee het staan bleve, waarbij bleve een voltooid deelwoord is, en niet, zoals in het Nederlands, een infinitief (hij is blijven staan).
Of het Tessels in de toekomst behouden zal blijven, is onzeker. Het Tessels begint steeds meer van zijn eigenaardigheden te verliezen. Het lijkt erop dat het dialect zich zal aansluiten bij de algemene omgangstaal van Noord-Holland. Het dialect wordt dan vervangen door regiolect.

### Klederdracht

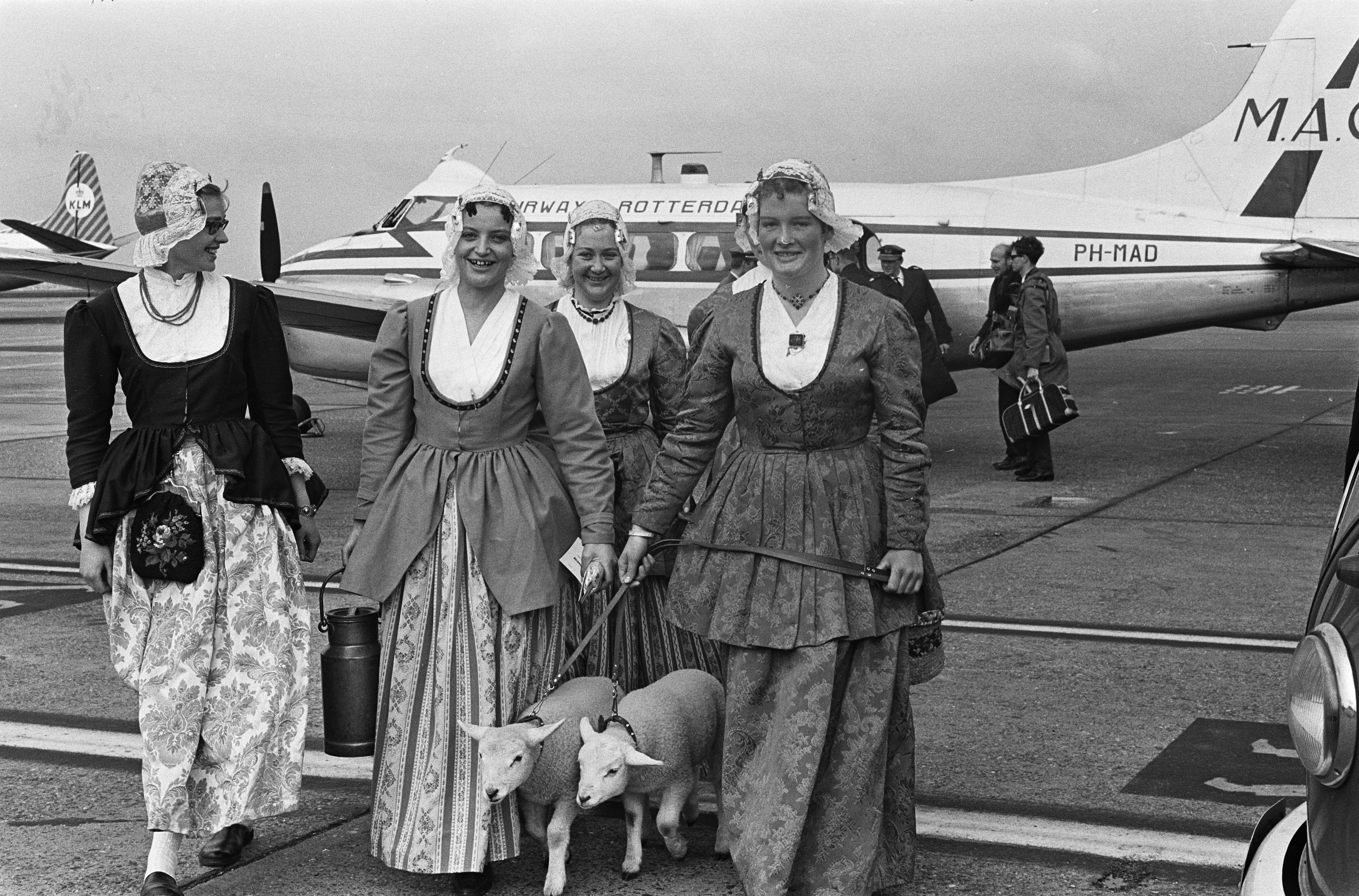
Meisjes in klederdracht: ze dragen een lange, geplooide rok, een jak en een Texelse kap, ter ere van het 550-jarige bestaan van Texel in 1964.

Op Texel ontstond in de zeventiende eeuw, net zoals in veel gebieden in Nederland, een streekdracht. Deze dracht gold voornamelijk voor vrouwen: Texelse mannen droegen doorgaans eigentijdse streekkleding, die weinig verschilde van streekkleding elders in het land. Texelse vrouwen gingen gekleed in een jak (een kort en wijd jasje) en een geplooide rok die net niet tot de grond kwam. Het kenmerkendst voor de Texelse klederdracht was de zogenoemde 'Texelse kap'. Dit was een oorijzer dat werd gedecoreerd met kant, dat aan de onderzijde geplooid was. Het oorijzer was gemaakt van tin, zilver of goud, afhankelijk van de rijkdom van de draagster. Bij het voorhoofd werden aan weerszijden van de kap soms 'toertjes' bevestigd, lokken haar. De 'voornaald', een dunne en lange metalen reep, werd bij het voorhoofd aangebracht. Bij gehuwde vrouwen werd dit links aangebracht en bij ongehuwde vrouwen rechts.
De Texelse streekdracht was tot aan het begin van de twintigste eeuw nog gebruikelijk, maar is in de loop der tijd daarna uit het straatbeeld verdwenen. De kleding is nu enkel nog te bewonderen in het streekmuseum Oudheidkamer Texel en op de jaarlijkse folkloremarkt in Den Burg.

### Bijnamen
Kenmerkend voor de cultuur van de Waddeneilanden in het algemeen, is de relatief grote hoeveelheid locofaulismen die er gebruikt worden. Locofaulismen zijn scheldnamen die door inwoners worden gebruikt om spottend te verwijzen naar inwoners uit andere plaatsen. Locofaulismen bestaan naast de normale woorden om een inwoner van een plaats te duiden. Iemand uit Den Hoorn zal zich bijvoorbeeld eerder een Hoornder noemen dan een stiênepikker. Voor de zeven grootste dorpen op Texel bestaan er spotnamen:
| Dorp         | Inwoner     | Bijnaam               | Vertaling             |
| ------------ | ----------- | --------------------- | --------------------- |
| De Cocksdorp | Cocksdurper | Fingerbieters         | Vingerbijters         |
| De Koog      | Kòòger      | Sondbüke              | Zandbuiken            |
| De Waal      | Weelder     | Stoepskijters         | Stoepschijters        |
| Den Burg     | Burger      | Sketetrekkers         | Schetentrekkers       |
| Den Hoorn    | Hoornder    | Stiênepikkers         | Stenengooiers         |
| Oosterend    | Strender    | Kwatters, gortbüke    | Kwatters, gortbuiken  |
| Oudeschild   | Skilder     | Koekfreters, plompers | Koekvreters, plompers |
Verder worden inwoners van het eiland die in Den Helder geboren zijn, en dus niet op Texel zelf zijn geboren, op enigszins pejoratieve wijze aangeduid als Helderse kraaien. Op Texel is geen ziekenhuis, en dus ook geen kraamafdeling. Hierdoor gebeurt het dat Texelaars in Den Helder geboren kunnen worden. Deze bijnaam gaat niet op voor 'import', mensen die later naar Texel zijn verhuisd. In de rest van West-Friesland werd de bijnaam kwallen gebruikt om Texelaars te duiden. Dit was een locofaulisme en werd dus niet op Texel zelf gebruikt.
Bijnamen voor het eiland zelf zijn onder andere Vogeleiland en Het Gouden Bolletje.

### Gastronomie

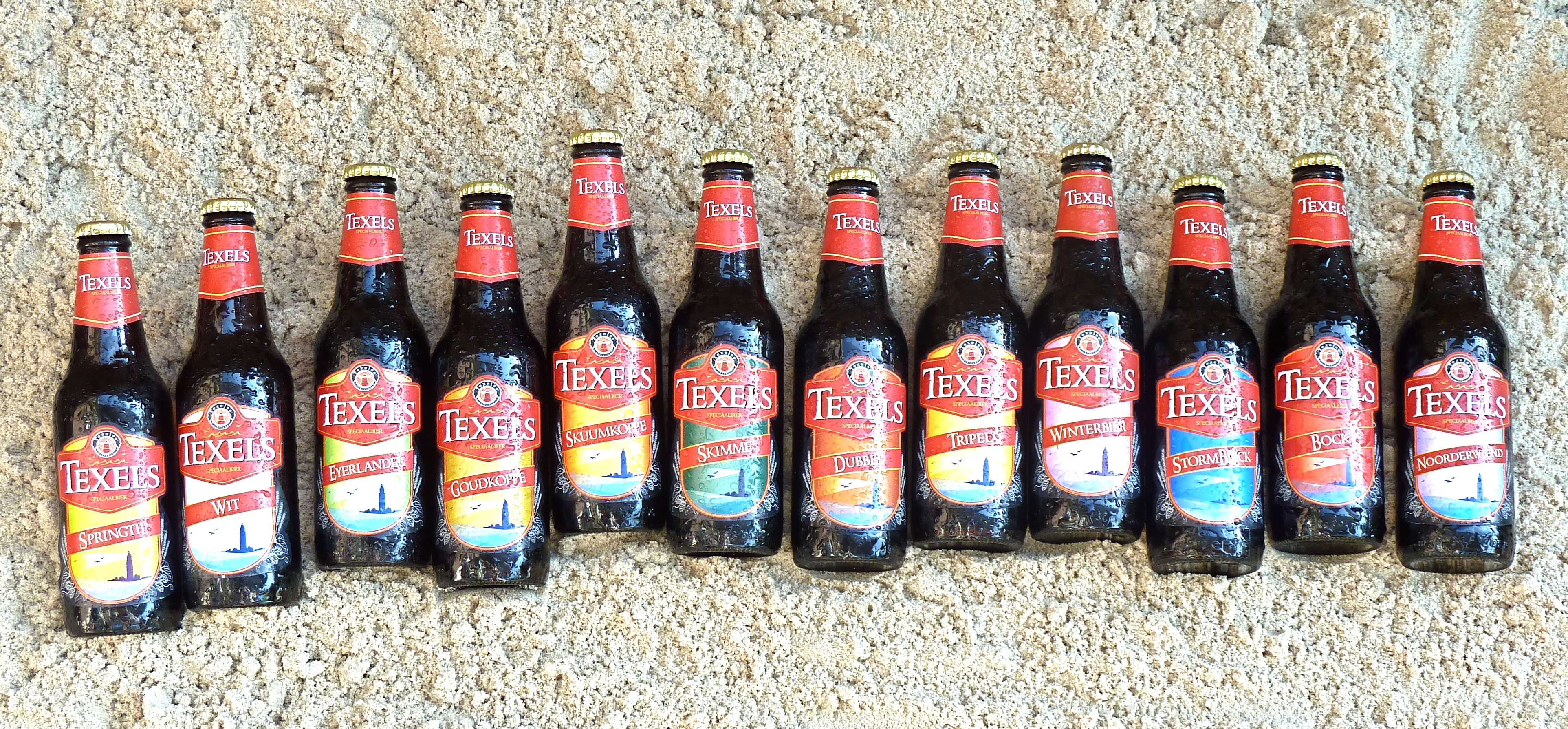
Bieren van de Texelse Bierbrouwerij

In de zestiende en zeventiende eeuw was de Texelse schapenkaas door z'n bijzondere smaak al bekend. Naast de normale witte kaas, werd er namelijk ook een bijzondere groene kaas gemaakt. Deze stond bekend als de Tesselse Groene. Deze kaas was groen gekleurd door een procedé waarbij schapenkeutels in een neteldoek werden gekookt, om vervolgens het groene sap daarvan in de melk te laten lopen. Hier werd dan de kaas van gemaakt, die door het mestsap een pittige smaak kreeg en bovendien beter houdbaar was. Dit bijzondere ingrediënt in combinatie met het Texelse gras waar de schapen op grazen én de ambachtelijke bereiding, maakte het tot een bijzondere kaas. Om redenen van hygiëne werd de kaas in de jaren dertig door de Nederlandse Keuringsdienst van Waren verboden.
De Texelse Bierbrouwerij, gevestigd nabij Oudeschild, bestaat sinds de jaren 90 en is lid van de Nederlandse Brouwers. Alle biernamen zijn opgesteld in het Texels dialect. Bekende vaste bieren in het assortiment van de brouwerij zijn de Texels Skuumkoppe, een weizenbier, en Texels Eyerlander, een amberbier.
Texel Culinair is een terugkerend culinair evenement in De Koog. Vis en visserij staan centraal bij het Havenvistijn in Oudeschild.

### Musea en andere bezienswaardigheden

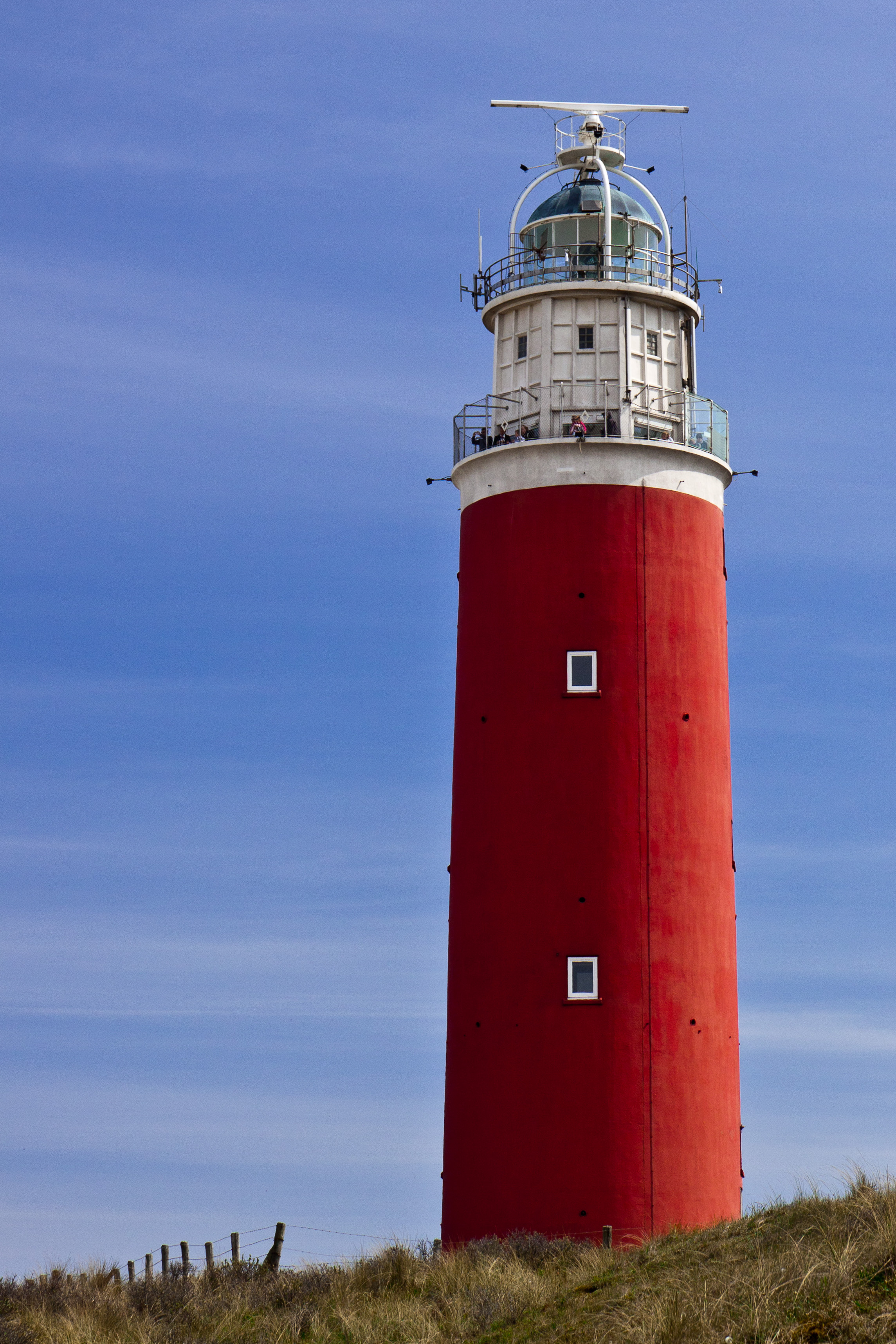
Vuurtoren Eierland

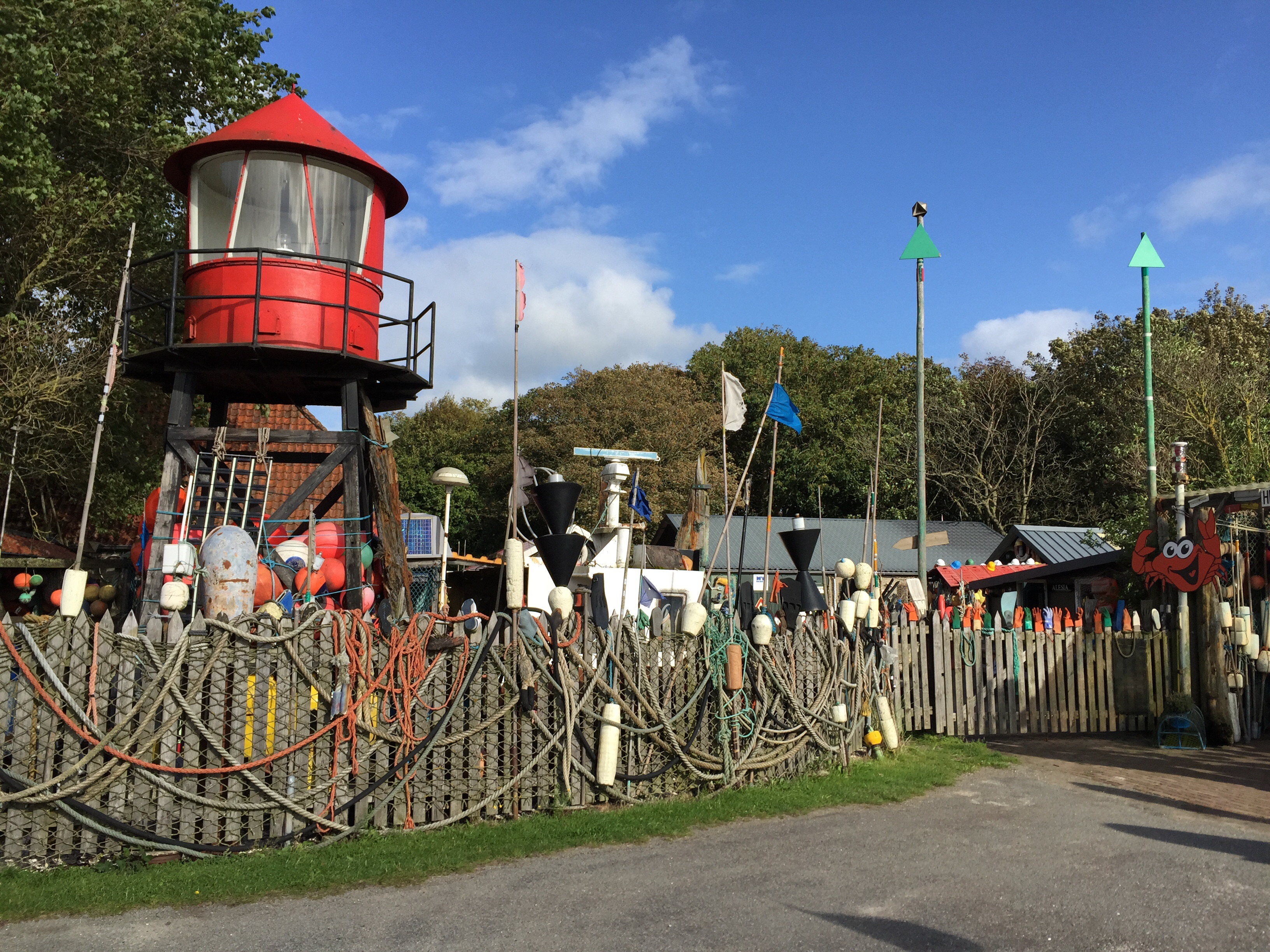
Schipbreuk- en juttersmuseum Flora.

Op Texel zijn diverse beelden, sculpturen en objecten geplaatst in de openbare ruimte. Het eiland telt daarnaast verscheidene rijksmonumenten, gemeentelijke monumenten en oorlogsmonumenten.
- Cultuurhistorisch Museum Texel: De Waal
- Ecomare: De Koog
- Georgische begraafplaats: de Hoge Berg
- Jac. P. Thijssemonument: in de vijver aan de Elemert in Den Burg
- Kaap Oosterend: Oosterend
- Kaap Skil en De Traanroeier: Oudeschild
- Licht van Troost: Mokbaai
- Luchtvaart- & Oorlogsmuseum Texel: bij het Vliegveld Texel in Eierland
- Oudheidskamer: Den Burg
- Schipbreuk- en Juttersmuseum Flora: tussen Den Burg en De Koog
- Vuurtoren Eierland: Noord-Texel, nabij de Cocksdorp
- Overblijfselen van middeleeuwse en napoleontische forten bij Oudeschild

### Muziek
Tussen 1966 en 1976 was de Beatboerderij of Beatschuur Sarasani bij Den Burg het mekka van de Nederlandse beatgangers.
Doorheen het jaar worden op Texel verschillende muziekevenementen georganiseerd. Noemenswaardig zijn popfestival Sommeltjespop, Sun Beats (voorheen Island Samba), Texelpop en Strenderpop (uitsluitend Texelse bands), Tropical Sea Festival en het Texel Blues Festival in Den Burg half oktober.

### Sport
Elk jaar organiseert Texel de zeilwedstrijd Ronde om Texel. In 2009 werd naast de Ronde om Texel ook het wereldkampioenschap slalom windsurfen georganiseerd door Texel. Jaarlijks wordt er op het eiland de halve marathon van Texel en om het jaar de Zestig van Texel gelopen. Het Tevoko Buitentoernooi voor volleyballers en de Texel Darts Trophy zijn andere jaarlijks terugkerende evenementen. In 2004 werd het Nederlands kampioenschap dammen voor vrouwen op Texel georganiseerd. In 2019 is het Nederlands Kampioenschap Golfsurfen gehouden op Texel bij Surfschool Foamball.
Op Texel zijn meerdere voetbalverenigingen actief waaronder VV Texel '94 en SV ZDH.

## Economie
De grootste economische sectoren op Texel zijn de landbouw, de veeteelt en het toerisme. Er worden duizenden schapen en koeien op het eiland gehouden. Een bekend schapenras afkomstig van Texel, is de Texelaar. Er worden aardappelen, suikerbieten, granen verbouwd en bloembollen geteeld.
In de tijd van de VOC (zeventiende en achttiende eeuw) vertrokken de schepen uit Amsterdam, Enkhuizen en Hoorn vanaf de rede van Texel naar de Oriënt. Dit bracht veel werkgelegenheid op het eiland. Zo waren er bijvoorbeeld veel loodsen nodig om de schepen veilig door het Moddergat langs de zuidpunt te leiden. De rol van werkverschaffer werd later overgenomen door de walvisvaart. Ook de visvangst was een belangrijke bron van inkomsten. De haven van Oudeschild was het centrum van al deze activiteiten. Tegenwoordig herbergt Oudeschild een vloot van nog maar drie Noordzee-kotters, zeven kleinere kotters voor de garnalenvisserij en twee kokkelvissers op de Waddenzee. Daarnaast heeft het plaatsje een moderne jachthaven. Op het eiland is sinds begin vorige eeuw ook het Koninklijk Nederlands Instituut voor Onderzoek der Zee (NIOZ) gevestigd.

## Verkeer en vervoer

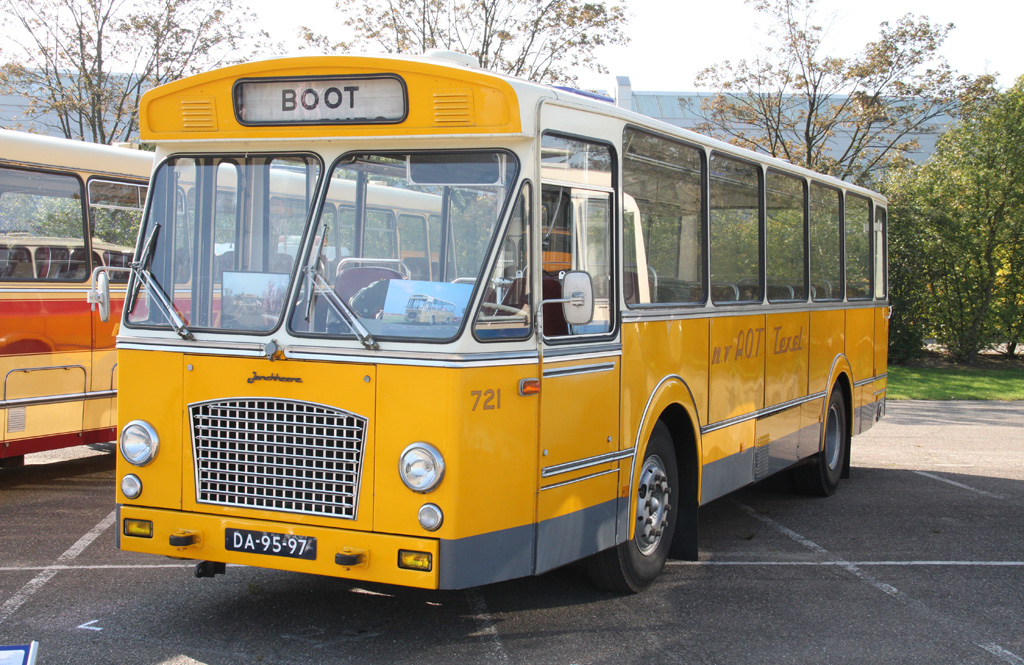
Een bus van de Autobusonderneming Texel, thans museumbus

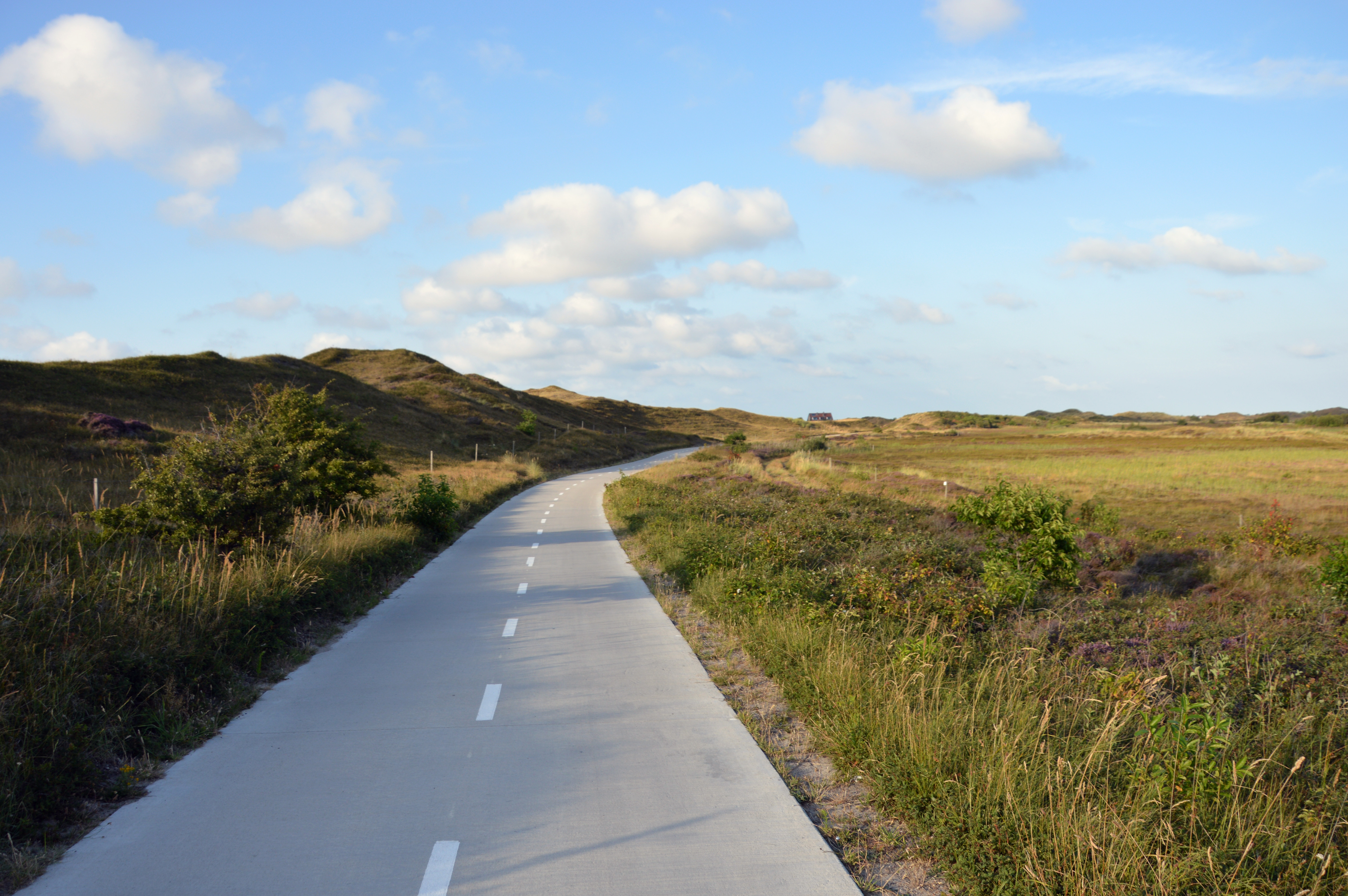
Fietspad langs de duinen

Vanuit Den Helder wordt een geregelde veerdienst met het eiland onderhouden door de Koninklijke N.V. Texels Eigen Stoomboot Onderneming (TESO) waarvan de aandelen merendeels in handen zijn van de eilandbewoners. In de zomerperiode (tussen eind april en eind september) is er nog een tweede veerdienst van en naar Texel, namelijk tussen Texel (De Cocksdorp) en Vlieland. Deze dienst is enkel voor voetgangers en fietsers. De uitbater is de rederij De Vriendschap. Met de boot die deze veerdienst verzorgt, kunnen in deze periode ook robbentochten worden gevaren.
Texel heeft een eigen luchthaven, Vliegveld Texel. Dit betekent dat er rechtstreekse vluchten van en naar het buitenland kunnen plaatsvinden. Er zijn geen (geregelde) lijndiensten. In het verleden voerde de KLM lijnvluchten uit tussen Texel en Schiphol. Het vliegveld wordt vooral gebruikt door de recreatieve luchtvaart, onder andere voor parachutesprongen en rondvluchten, maar ook door de zakenluchtvaart. Daarnaast wordt het vliegveld gebruikt voor les-, politie-, kustwacht- en inspectievluchten. Bij die laatste worden onder andere bruinvissen, zeehonden, vogels en eenden geteld vanuit de lucht. Eens in de drie jaar wordt de Texel Airshow gehouden.
Vanaf de jaren 40 van de twintigste eeuw rijden er, in aansluiting op de veerdiensten, lijnbussen op het eiland. De bussen werden in eerste instantie gereden door de TESO. Vanaf de jaren 60 was het niet meer mogelijk om het busvervoer zonder aanvullende overheidssubsidies uit te voeren. Hiervoor was het nodig dat het busvervoer werd afgesplitst van de veerboot, met als gevolg dat vanaf 1971 het busvervoer werd verzorgd door de Autobusonderneming Texel (AOT). In 1989 werd deze busmaatschappij overgenomen door de NZH. Dit bedrijf is inmiddels opgegaan in Connexxion, dat tot op heden de busdiensten op het eiland uitvoert. Sinds 14 december 2014 opereert het openbaar vervoer op Texel onder de naam Texelhopper. Buiten de vaste buslijn 28 ('t Horntje - De Koog) vervoeren kleinere busjes (op reservering) reizigers op het eiland van A naar B.

## Politiek
In oktober 2008 was de gemeente Texel een van de Nederlandse gemeenten die getroffen werden door het faillissement van de IJslandse Landsbanki.

### Samenstelling gemeenteraad
De gemeenteraad van Texel bestaat uit 15 zetels. Hieronder de behaalde zetels per partij bij de gemeenteraadsverkiezingen sinds 1994. De volgorde in de tabel is gebaseerd op de laatste verkiezingen. De partijen die samen de coalitie vormen staan vanaf de verkiezingen van 2006 dikgedrukt.
| Partij         | 1994 | 1998 | 2002 | 2006 | 2010 | 2014 | 2018 | 2022 |
| -------------- | ---- | ---- | ---- | ---- | ---- | ---- | ---- | ---- |
| Texels Belang  | 6    | 4    | 4    | 4    | 2    | 3    | 4    | 3    |
| PvdA Pro Texel | 2    | 2    | 2    | 2    | 3    | 3    | 2    | 3    |
| GroenLinks     | 2    | 3    | 2    | 2    | 1    | 1    | 2    | 3    |
| VVD            | 1    | 2    | 3    | 3    | 2    | 3    | 3    | 2    |
| CDA            | 3    | 3    | 3    | 3    | 2    | 1    | 2    | 2    |
| Blanco lijst   | -    | -    | -    | -    | -    | -    | -    | 1    |
| D66            | 1    | 1    | 1    | 1    | 2    | 1    | 1    | 1    |
| Texel 2010     | -    | -    | -    | -    | 3    | 2    | 1    | -    |
| Sterk Texel    | -    | -    | -    | -    | -    | 1    | -    | -    |
| Totaal         | 15   | 15   | 15   | 15   | 15   | 15   | 15   | 15   |

### College van B&W
Het college van burgemeester en wethouders bestaat sinds 2022 uit:
- burgemeester Mark Pol (VVD, sinds 20 december 2023);
- waarnemend burgemeester Rob van der Zwaag (CDA, sinds 1 juni 2023)
- wethouder Cees Hooijschuur (Texels Belang);
- wethouder Remko van de Belt (PvdA);
- wethouder Rikus Kieft (GroenLinks).

## Onderwijs
Op Texel zijn in totaal tien basisscholen. Hiervan bevinden er zich vijf in Den Burg, waaronder een voor speciaal onderwijs. Verder zijn er basisscholen in De Koog, Oudeschild, De Cocksdorp en twee in Oosterend. Een van deze twee basisscholen in Oosterend biedt kleinschalig privéonderwijs op reformatorische grondslag. Het aanbod qua overtuiging varieert, en omvat onder andere openbaar onderwijs, protestants-christelijk onderwijs en vrijeschoolonderwijs.
Texel is het enige Nederlandse Waddeneiland met een brede scholengemeenschap voor voortgezet onderwijs. In Den Burg is de Openbare Scholengemeenschap De Hogeberg gevestigd die onderwijs aanbiedt voor vmbo, mavo, havo en vwo.

## Bekende Texelaars
| Geboren op Texel - Reinier Sybrand Bakels, jurist en schilder; - Ben Bakker, politicus; - Denise Betsema, wielrenster; - Leendert den Berger; landmeter en waterbouwkundige; - Alice Blom, volleybalster; - Merel Blom, ruiter; - Willem Eduard Bok, staatssecretaris van de Zuid-Afrikaansche Republiek; - Erik van Bruggen, netwerker en campagnestrateeg; - Dirk Leonardus Daalder, onderwijzer en schrijver; - Jacob Daalder, onderwijzer en schrijver; - René Daalder, schrijver en filmregisseur; - Jan Drijver, ornitholoog en natuurbeschermer; - Imme Dros, jeugdboekenschrijfster; - Nico Dros, schrijver; - Tuur Elzinga, activist en politicus; - Martin Havik, wielrenner; - Hans Kamp, filosoof; - Willem Keesom, natuurkundige en hoogleraar; - Hermine Landvreugd; schrijfster - Inge Lievaart, dichteres; - Theodoor Karel van Lohuizen, civiel ingenieur; - Adriaan Loosjes, schrijver en uitgever; - Monica Maas, illustrator en schrijver; - Dorian van Rijsselberghe, windsurfer; - Pieter Hendrik Schreuder, onderwijzer; - Koos Terpstra, schrijver en toneelregisseur; - Johannes Tielrooy, taalkundige en hoogleraar; - Sim Visser, politicus; - Marianne Witte, jeugdboekenschrijfster; - Henk Zijm, wiskundige en wetenschapper. | Woonachtig geweest op Texel - Jac. P. Thijsse, onderwijzer en natuurbeschermer. Overleden op Texel - Rudolf Escher, componist; - Jan Heemskerk sr.; columnist en journalist; - Jan Knippenberg, ultraloper; - Sjalva Loladze, militair en opstandeling; - Bert Nederlof, voetbaljournalist; - Piet Ruimers, snelwandelaar; - Harry Tielemans, kunstenaar en cartoonist; - Eldert Willems, tekenaar. Ereburgers - Johannes van der Vlis, geschiedschrijver (juni 1964); - Harry de Graaf, hoofdredacteur van de Texelse Courant (september 2002); - Jan Wolkers, schrijver en beeldend kunstenaar (maart 2006); - Kees de Jager, astronoom (april 2006); - Dorian van Rijsselberghe, windsurfer (augustus 2016).[31][32][33] |

## Nabijgelegen gemeenten
| Aangrenzende gemeenten | Aangrenzende gemeenten | Aangrenzende gemeenten | Aangrenzende gemeenten | Aangrenzende gemeenten |
| ---------------------- | ---------------------- | ---------------------- | ---------------------- | ---------------------- |
|                        |                        |                        |                        | Vlieland (Fr) overzee  |
|                        |                        |                        |                        |                        |
|                        | Harlingen (Fr) overzee |                        |                        |                        |
|                        |                        |                        |                        |                        |
|                        |                        | Den Helder overzee     |                        | Hollands Kroon overzee |